# 러시아계 뉴질랜드인
러시아계 뉴질랜드인(러시아어: Русские новозеландцы)은 뉴질랜드인 중 러시아인 혈통을 가진 뉴질랜드 시민 또는 거주자를 말하며, 여기에는 1870년대 러시아 이민자와 뉴질랜드에서 태어난 그들의 후손이 포함될 수 있다.

## 주요 러시아계 뉴질랜드인
- 알렉스 길버트, 입양 옹호가[1]
- 안드레이 미하일로비치, 프로 복서[2]
- 아누슈카 헴펠, 영화 및 텔레비전 배우, 호텔리어, 인테리어 디자이너[3]
- 베벌리 던롭, 아동 작가[4]
- 후지타 니콜, 모델 및 탈렌토[5]
- 발렌티나 이바노바, 테니스 선수[6]
- 스타니슬라프 찰라예프, 역도 선수[7]
- 율리아 베레덴코, 가수[8][9]
- 아르템 시타크, 테니스 선수[10]
- 미하일 쿠디노프, 기계 체조 선수[11]
- 빅토르 조토프, 식물학자[12]
- 타이카 와이티티, 영화 제작자, 배우 및 코미디언[13][14]

## 같이 보기
- 유럽계 뉴질랜드인
- 뉴질랜드로의 이민
- 러시아 디아스포라
- 뉴질랜드-러시아 관계
- 파블로바